# Badr Boulahroud
Badr Boulahroud (en árabe: بدر بولهرود‎; Rabat, 21 de abril de 1993) es un futbolista marroquí que juega en la demarcación de centrocampista para el Raja Casablanca de la Liga de Fútbol de Marruecos.

## Selección nacional
Tras jugar con la selección de fútbol sub-20 de Marruecos «llegando a disputar el Torneo Esperanzas de Toulon de 2015», finalmente el 13 de agosto de 2017 hizo su debut con la selección absoluta en un encuentro contra Egipto para la clasificación para el Campeonato Africano de Naciones de 2018 que finalizó con un resultado de empate a uno Ahmed El-Sheikh para Egipto, y de Badr Banoun para Marruecos. Posteriormente disputó seis partidos del Campeonato Africano de Naciones de 2018.

### Goles internacionales
| # | Fecha                | Estadio                                   | Oponente | Gol | Resultado | Competición                                                   |
| - | -------------------- | ----------------------------------------- | -------- | --- | --------- | ------------------------------------------------------------- |
| 1 | 18 de agosto de 2017 | Estadio Moulay Abdellah, Rabat, Marruecos | Egipto   | 3–0 | 3-1       | Clasificación para el Campeonato Africano de Naciones de 2018 |

## Clubes
| Club            | País      | Año       | Partidos | Goles |
| --------------- | --------- | --------- | -------- | ----- |
| FUS de Rabat    | Marruecos | 2013-2018 | 93       | 0     |
| Málaga C. F.    | España    | 2018-2020 | 31       | 1     |
| Raja Casablanca | Marruecos | 2021-     |          |       |

## Palmarés

### Campeonatos nacionales
| Título                      | Club         | País      | Año  |
| --------------------------- | ------------ | --------- | ---- |
| Liga de Fútbol de Marruecos | FUS de Rabat | Marruecos | 2016 |